# Kecamatan Ujungjaya
Kecamatan Ujungjaya är ett distrikt i Indonesien.   Det ligger i provinsen Jawa Barat, i den västra delen av landet, 150 km öster om huvudstaden Jakarta.